# Valaisan (langue)
Cet article concerne le dialecte francoprovençal (langue romane) parlé en Valais. Pour le dialecte germanique parlé en Valais, voir Haut-valaisan.
Pour un article plus général, voir Francoprovençal.
Pour les articles homonymes, voir Valaisan.
Le valaisan est un ensemble de dialectes dérivant du francoprovençal, parlés dans la partie francophone du canton du Valais.

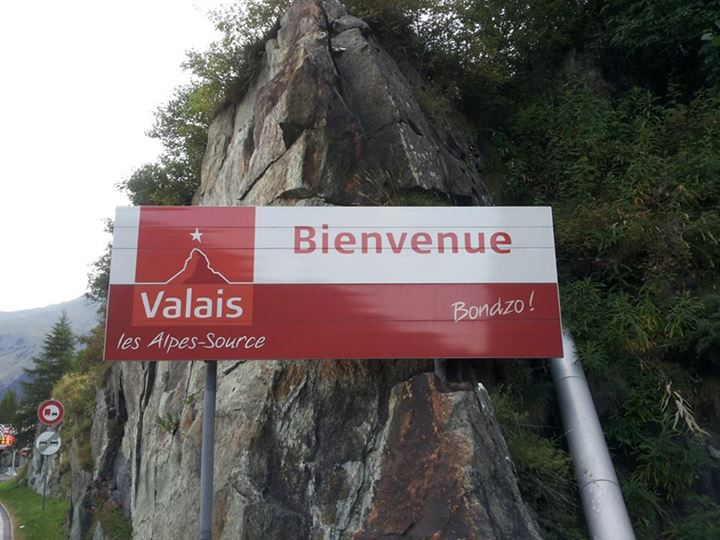
Saint-Gingolph: Panneau de signalisation en français, avec l'inscription "bondzo" (bonjour) en patois valaisan.

## Description
Alors que le français est parlé dans les districts de Sierre, de Sion, d'Hérens, de Conthey, de Martigny, d'Entremont, de Saint-Maurice et de Monthey, les germanophones, qui parlent un dialecte alémanique appelé le Walliserdeutsch, résident dans les districts de Conches, de Brigue, de Viège, de Rarogne et de Loèche. 
Le patois est parlé par quelques habitants dans le Val d'Hérens, le Val d'Anniviers, Val Ferret et le Val de Nendaz ainsi que dans les communes de Savièse, d'Hérémence, de Lens, d'Icogne, de Montana, de Venthône et par une grande partie des habitants de la commune d'Évolène, dernier endroit où les enfants l'apprennent encore en famille. Dans le Val d'Illiez (commune de Troistorrents), il est également encore parlé par les anciens, réunis en Société des Patoisants. 
Comme l'ensemble des parlers francoprovençaux, sauf le Valdôtain, ceux du Valais sont menacés de disparition.
Dans le Haut-Valais, la partie orientale du canton, on parle un dialecte alémanique, le haut-valaisan.
En 2019, l'Université de Neuchâtel a publié sur son site internet une étude sur le francoprovençal valaisan réalisée entre 1994 et 2001 et menée sur de nombreuses communes.

## Evènement
La médiathèque du Valais a présenté une exposition sur Patois-LAND: Au pays des mots retrouvés de mars 2021 au mois de septembre. Il y avait de nombreuses pièces d'archives comme des enregistrements de Radio Zermatt, des documents historiques sur l'évolution et la disparation des patois,.